# Hans Anton Lindehn
Hans Anton Westeson Lindehn, född 23 februari 1826 i Knislinge socken, död 9 eller 10 juli 1884 i Philadelphia, var en svenskamerikansk lärare, journalist och schackspelare.
Hans Anton Lindehn var son till klockaren Hans Westesson. Han blev student vid Lunds universitet 1843 och 1853 filosofie kandidat och filosofie doktor där. 1854–1859 studerade han vid Uppsala universitet. 1866–1870 drev han privata elementarskolan Lyceum i Göteborg. Han sysslade med husaffärer men gjorde konkurs 1870. Hans skola uppgick i Göteborgs lyceum. Efter en tid i Stockholm, där han försörjde sig som journalist, utvandrade han 1873 till USA, varifrån han skickade korrespondenser till svenska tidningar. På 1850-talet gjorde Lindehn sig ett namn som vid sidan av Severin Bergh en av Sveriges främsta schackspelare. Under resor i England, Frankrike, Tyskland och Belgien 1861–1865 nådde han internationell berömmelse genom att besegra några av världens skickligaste spelare som MacDonnel, Kolisch, Wilhelm Steinitz med flera. 1873–1877 befäste han position som en framstående spelare genom möten med amerikanska schackspelare som Mackenzie, Delmar och Elson. Han deltog dock aldrig i någon turnering.